# Дружба (фильм, 1940)
«Дружба» — советский фильм 1940 года, снятый на Тбилисской киностудии режиссёром Семёном Долидзе.

## Сюжет
О дружбе украинских и грузинских колхозников. Поводом для сюжета стало широкоизвестное в то время соцсоревнование, начатое в 1938 году между колхозами села Ровное Генического района Украинской ССР и села Шрома Махарадзевского района Грузинской ССР.
Делегация украинских колхозников прибывает в грузинское село, где их гостеприимно встречают. Вскоре с ответным визитом грузины едут на Украину. Соцсоревнование перерастает в совместный труд и дружбу — грузины помогают украинским колохозникам собрать рекордный урожай, и в итоге празднуют свадьбу грузинского парня и украинской девушки.

### Продолжение
Фильм вышел на экраны в апреле 1941 года, перед самой войной, спустя 30 лет режиссёр вернулся к теме сняв своеобразное продолжение — фильм «Сады Семирамиды» сюжет которого развивается летом 1941 года.

Ещё до войны я снял фильм о дружбе двух колхозов — грузинского и украинского. Фильм так и называется — «Дружба». Тогда соревнование Махараджовского и Генического колхозов только начиналось … В июне 1941 года махараджевские колхозники нанесли очередной визит своим друзьям с Украины. Это была последняя их встреча…— режиссёр фильма Семёном Долидзе, журнал «Советский экран», 1969

## В ролях
- Серго Закариадзе — Варден, бригадир
- Тамара Цицишвили — Тамара, агроном
- Леван Хотивари — Аристо, секретарь парткома
- Эммануил Апхаидзе — Кириле, председатель колхоза
- Таисия Шарата-Долидзе — Галина, трактористка
- Валерьян Долидзе — Арчил, молодой тракторист
- Аркадий Хинтибидзе — Бизантия, почтальон
- Степан Шкурат — председатель украинского колхоза
- Д. Негина — его жена
- Лариса Емельянцева — Оксана
- Лука Ляшенко — директор МТС
- Л. Скипенко — Одарка
- Цецилия Цуцунава — Кесария
- Сандро Канделаки — Сандро
- Читолия Чхеидзе — Читолия